# Tigra (Bier)
Tigra ist eine Biermarke aus Angola. Es wird nach einem in Zusammenarbeit mit dem Münchner Doemens-Institut entwickelten Rezept gebraut, von Braumeistern, die ebenfalls von Doemens ausgebildet wurden.
Tigra wurde am 7. April 2016 am Markt eingeführt und ist das erste Bier des unangefochtenen angolanischen Marktführers für Erfrischungsgetränke, der Refriango aus Viana, nahe der Hauptstadt Luanda.
Mit Tigra erschien auf dem angolanischen Markt erstmals ein ernster einheimischer Konkurrent für die historischen Biermarken des Landes, heute alle Teil des französisch-angolanischen Braukonzerns Cuca BGI. Die Einführung Tigras wurde mit einer groß angelegten Werbekampagne begleitet, zudem tritt Tigra seither als Sponsor von Musik- und Sportveranstaltungen auf.

## Zahlen und Produkte
Das Tigra hat 5 % Alkoholgehalt und wird als Flasche und Dose mit jeweils 330 ml angeboten, zudem als Mini, einer einfach zu öffnenden 250-ml-Flasche nach dem Muster des 2009 eingeführten Erfolgsmodells gleichen Namens von Super Bock in Portugal.